# Bombardement op Eindhoven (1944)
Het bombardement op Eindhoven was een aanval van de Luftwaffe op de Nederlandse stad Eindhoven op dinsdagavond 19 september 1944 vanaf 19.20 uur. 

## Geschiedenis
Daags na de bevrijding van de Duitse bezetting in Eindhoven, die op 18 september 1944 plaatsvond, troffen vliegtuigen van de Luftwaffe de voorbereidingen tot de voorgenomen luchtaanval door het afwerpen van lichtkogels, wat door sommige mensen werd aangezien voor feestvuurwerk. Al snel daarna lieten zo’n 85 Duitse toestellen, te weten JU-88 bommenwerpers en Stuka duikbommenwerpers, hun last los op de bevrijde stad. Van de zich in Eindhoven bevindende geallieerde strijdkrachten kwam geen effectieve tegenstand; geallieerde luchtafweer was nog niet geïnstalleerd.
Onder andere een groot deel van het centrum, de omgeving van het NS station, de Geldropseweg en Stratum werden getroffen. In dat stadsdeel kreeg een schuilkelder aan de Biesterweg een voltreffer waarbij 41 doden vielen. In totaal lieten bij deze oorlogshandeling 227 mensen het leven.